# Polyrhachis loweryi
Polyrhachis loweryi é uma espécie de formiga do gênero Polyrhachis, pertencente à subfamília Formicinae.